# Садова Богдана Василівна
Богдана Садова — майстер спорту України міжнародного класу з хокею на траві та індорхокею.

## Життєпис
Народилась 9 грудня 1989 р. в Сумах.
Вихованка СДЮШОР «Динамо».
Хокеєм займається 9 років.
Півзахисниця.
Гравець команди «Сумчанка» і збірної України.
Одночасно грає у команді «Волга — Телеком» (Нижній Новгород), виступає у суперлізі чемпіонату Росії.
У складі «Сумчанки» — 6-разова чемпіонка України з хокею на траві. 4 рази названа найкращим бомбардиром і гравцем команди. Зіграла 180 матчів і забила 115 м'ячів.
У складі збірної України — переможниця і бронзова призерка чемпіонату Європи з індорхокею. Учасниця кваліфікаційного олімпійського турніру, тричі отримувала Кубок кубків європейських країн і перемагала на міжнародному турнірі «Співдружність» серед клубних команд.
Переможниця першого раунду Світової ліги з хоккею на траві. 36 разів виступала за національну збірну команду, забила 17 м'ячів.
У складі «Волги — Телеком» — срібна призерка чемпіонату і володарка Кубку Росії. За команду зіграла 46 матчів і забила 27 м'ячів.